# اچ‌دی ۱۶۰۲۸
اچ‌دی ۱۶۰۲۸ یک ستاره است که در صورت فلکی آندرومدا قرار دارد.